# Stalagmia guttaria
Stalagmia guttaria là một loài bướm đêm trong họ Geometridae.